# Miomantis monacha
Miomantis monacha es una especie de mantis de la familia Mantidae.

## Distribución geográfica
Se encuentra en Mozambique y en La Provincia del Cabo, y  Transvaal en (Sudáfrica).